# 清俊彦
清俊彦（1945年9月3日—2017年11月15日），日本棒球選手，出生於宮崎縣，曾經效力於日本職棒近鐵野牛等隊伍，於1976年退休，生涯通算100次勝投。